# Natalja Kirillowna Naryschkina

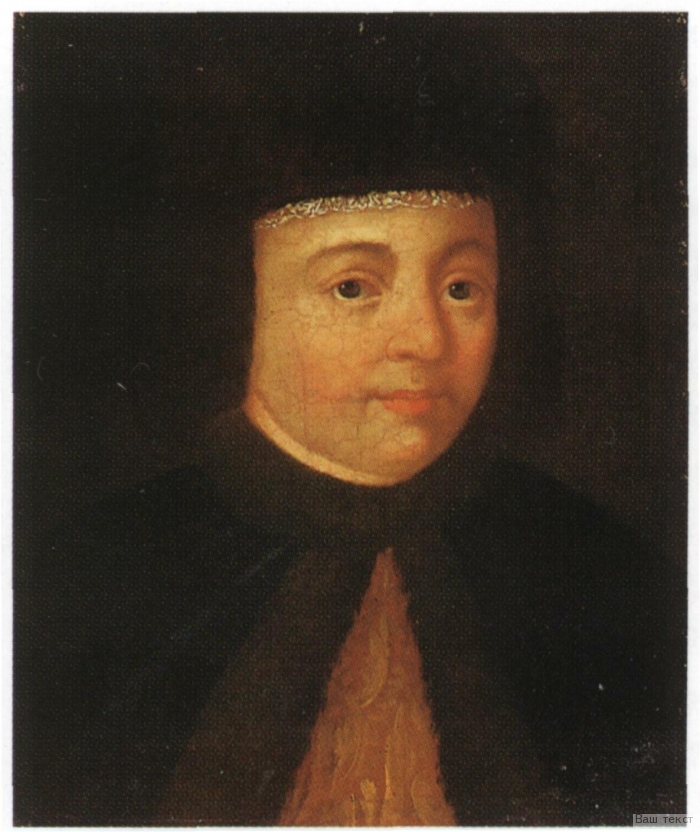
Natalja Naryshkina

Natalja Kirillowna Naryschkina (russisch Наталья Кирилловна Нарышкина; * 22. Augustjul. / 1. September 1651greg. in Moskau; † 25. Januarjul. / 4. Februar 1694greg. in Moskau) war Gemahlin von Zar Alexei I.

## Leben
Natalja Kirillowna Naryschkina wurde als Tochter von Kirill Poluektowitsch Naryschkin (1623–1691), einem Bojaren und moderaten Beamten im auswärtigen Dienst, und dessen Gemahlin Anna Leontjewna Leontiew († 1706) geboren. Die Familie Naryschkin geht der Überlieferung nach auf eine Moskauer Bojarenfamilie krimtatarischer Abstammung zurück. Der Stammvater soll ein karäischer Leibwächter des litauischen Großfürsten Vytautas gewesen sein. Natalja war Stieftochter von Außenminister Artamon Matwejew und kam dadurch in Kontakt zu den allerhöchsten Kreisen.
Am 1. Februar 1671 wurde sie mit Zar Alexei I. vermählt. Seine erste Frau Maria Iljinitschna Miloslawskaja war zwei Jahre zuvor gestorben. Diese hatte ihm 13 Kinder geschenkt, wobei der älteste Sohn, Zarewitsch Alexei, 16-jährig starb. Die beiden anderen Söhne, die späteren Zaren Fjodor III. und Iwan V., waren schwächlich bzw. geistesschwach. In der Hoffnung, einen gesunden Thronfolger zu zeugen, verheiratete Alexei sich in zweiter Ehe mit Natalja.
Im Jahre 1676 starb Alexei und sein schwächlicher Sohn Fjodor folgte ihm als Zar, starb jedoch bereits 1682. Dessen geisteskranker Bruder Iwan folgte offiziell als Zar und es kam zu Thronstreitigkeiten mit dessen Halbbruder Peter aus zweiter Ehe seines Vaters. Natalja wurde als Regentin eingesetzt und regierte mit Unterstützung ihres Stiefvaters Matwejew. Während eines Aufstandes im Jahre 1682 wurden jedoch zwei ihrer Brüder sowie ihr Stiefvater ermordet, ihr leiblicher Vater wurde gezwungen, in ein Kloster zu gehen. Sofia Alexejewna, die älteste Schwester von Iwan, folgte ihr als Regentin.
Ihr Sohn Peter regierte als Mit-Zar, dadurch war Natalja zwar nicht in Gefahr, lebte jedoch in Armut. Sie war auf finanzielle Unterstützungen von Seiten der orthodoxen Kirche angewiesen und lebte zusammen mit ihrem Sohn Peter im Sommerpalais Preobraschenskoje, 5 km außerhalb von Moskau. 1689 wurde Sofia gestürzt. Natalja durfte an den Hof zurückkehren und ihr Bruder Lew Naryschkin wurde Außenminister und Ministerpräsident. Natalja starb im Jahre 1694. Ihr Sohn Peter wurde 1696 Alleinherrscher von Russland und führte am 31. Oktober 1721 den Herrschertitel Kaiser russisch Император ein.

## Nachkommen
Aus der Ehe von Natalja mit Zar Alexei I. gingen drei Kinder hervor, der einzige Sohn wurde der spätere Zar Peter I.
- Peter I. (* 30. Maijul. / 9. Juni 1672greg.; † 28. Januarjul. / 8. Februar 1725greg.), Zar von Russland
- Natalja (* 25. August 1673; † 18. Juni 1716), Großfürstin von Russland, Gründerin des ersten russischen Theaters, schrieb selbst Stücke
- Feodora (* 4. April 1674; † November 1675), Großfürstin von Russland